# جريدة السبيل
السبيل صحيفة يومية أردنية شاملة، صدر العدد الأول منها كصحيفة أسبوعية في 13 أكتوبر 1993، وانتظمت في الصدور صباح كل ثلاثاء ما يزيد على خمسة عشر عاما دون انقطاع أو توقف. كانت خلال تلك الفترة في مقدمة الصحف الأسبوعية من حيث الانتشار والتأثير، وتركت بصمة مهمة في عالم الصحافة الأردنية، حيث كان لها نكهتها الخاصة، وتميزت بمهنية وحرفية عالية، جعلتها موضع احترام وتقدير.
تبنت «السبيل» فلسفة «الحرية المسؤولة»، وأسهمت في رفع سقف الحرية الصحفية عبر معالجات ومتابعات جريئة. وأولت ملف الحريات وحقوق الإنسان أهمية خاصة. وفي 10 فبراير 2009 كانت انطلاقة «السبيل» الجديدة كسابع صحيفة يومية أردنية ناطقة بالعربية، وقد شكل ذلك نقلة نوعية في مسيرة الصحيفة، وإضافة مهمة في الحالة الصحفية الأردنية.
في 30 ديسمبر 2019 نشرت جريدة السبيل آخر عدد لها الذي يحمل رقم 4365 وقررت التوقف عن الصدور اعتباراً من بداية العام 2020 بعد أن أنهكتها الديون وأثقلتها الاعباء المالية.

## أهداف عامة
حددت «السبيل» لنفسها مجموعة من الأهداف من بينها:
1. نقل المعلومة والخبر الصادق في سياق المهنية الصحفية والمعالجة الموضوعية.
2. المساهمة في التوعية بالقضايا الوطنية وبقضايا الأمة، عبر المتابعة الإخبارية والتحليل العميق للتطورات السياسية.
3. خدمة قضايا الوطن، وتبني هموم المواطن، ومواجهة الأخطار التي تستهدف الأردن، وكشف محاولات الاختراق والتطبيع مع العدو الصهيوني.
4. مراقبة أداء الحكومات والمؤسسات، مع الإشادة بالنقاط المضيئة، والإشارة إلى مواقع الخلل والدعوة لإصلاحها.

## السياسات العامة للصحيفة
قدمت «السبيل» نفسها باعتبارها صحيفة حقيقة، تسعى لنقل الحدث كما هو، دون تزويق أو تشويه، واعتمدت جملة من السياسات العامة، منها:
1/ الحرص على المهنية والموضوعية والأمانة الصحفية والدقة، وتحري الحقيقة في كل ما ينشر، بعيدا عن التضخيم والتهويل.
2/ الانفتاح على مختلف الآراء والأفكار في التغطيات والمعالجات الصحفية، والتواصل مع كافة ألوان الطيف السياسي والفكري والثقافي.
3/ التركيز على مناقشة القضايا، وتجنب الإساءة والتشهير وشخصنة الأمور.
4/ الالتزام بالضوابط الشرعية والمعايير الأخلاقية، والسعي للارتقاء بالذوق العام، وتجنب الإثارة والإسفاف.
5/ الانحياز لقضايا الوطن والأمة، وتعزيز أواصر الوحدة، وتجنّب كل ما من شأنه شق الصف، أو إثارة الفرقة، أو تغذية النزعات العرقية والطائفية والمذهبية.

## إدارة الصحيفة
يرأس الصحيفة رئيس مجلس الإدارة الأستاذ جميل أبو بكر، ويضم المجلس أيضا الأستاذ حمزة منصور والدكتور نائل زيدان المصالحة والدكتور زهير الزميلي والأستاذ الصحفي ياسر الزعاترة، ويرأس تحريرها عاطف الجولاني منذ العام 1997. أما مدير التحرير فالأستاذ فرج شلهوب، وسكرتير التحرير الأستاذ عبدالله المجالي.
وتضم الصحيفة الدوائر الإدارية والأقسام الصحفية التالية:
أولا: الدوائر الإدارية:
- دائرة الشؤون الإدارية
- دائرة الشؤون المالية
- دائرة التسويق والإعلان
- دائرة العلاقات العامة
- دائرة التوزيع والاشتراكات
ثانيا: الأقسام الصحفية:
- قسم الشؤون المحلية
- قسم الشؤون العربية والدولية
- قسم الشؤون الاقتصادية
- قسم الشؤون الرياضية
- قسم الشؤون الثقافية
- قسم الشؤون الاجتماعية
- قسم التحقيقات الصحفية
- قسم والدراسات والترجمات والمقالات
- القسم الفني (الكمبيوتر)
- قسم التدقيق والتحرير

## كتّاب المقالات

### كتاب من خارج الأردن
- فهمي هويدي
- أحمد منصور
- د. فيصل القاسم
- د. عصام العريان
- د. عبد الله الأشعل
- د. إبراهيم البيومي
- صالح النعامي
- أسامه أبو ارشيد
- شعبان عبدالرحمن
- عبد الرحمن فرحانة

### كتاب من الأردن
- د. عبد اللطيف عربيات * جميل أبو بكر
- د. أحمد نوفل * حمزة منصور
- د. صلاح الخالدي * د. نائل المصالحة
- د. عبد الرحيم ملحس * سعود أبو محفوظ
- د. ديمة طهبوب * عاطف الجولاني
- د. محمد المحاسنة * فرج شلهوب
- عمر عياصرة * عبد الله المجالي
- سلطان العجلوني * محمد علاونة
- جمال الشواهين * إبراهيم العجلوني
- د. عبد الله فرج الله * حازم عياد
- الأستاذ عدنان حميدان * وائل البتيري
- الأستاذ بسام ناصر * أحمد المعطي
- عليان عليان * خالد أبو الخير
- حسن خليل
- عائشة جمعة
- أكرم السواعير
- زيد أبو ملوح
- محمد أبو صعيليك
- جاسم الشمري
- لبنى شرف
- مؤمنة معالي